# 花翅小鮋
花翅小鮋（学名：Scorpaenodes varipinnis），又名石狗公、石頭魚，为輻鰭魚綱鮋形目鮋亞目鮋科小鮋屬下的一个种，為熱帶海水魚，分布於印度西太平洋東非至密克羅尼西亞，北起台灣，南迄澳洲海域，棲息深度0-200公尺，體長可達13公分，棲息在珊瑚、海綿生長的岩礁區，生活習性不明。

## 扩展阅读
- 維基物種上的相關：花翅小鮋